# 札幌司法書士会
札幌司法書士会（さっぽろしほうしょしかい）は、日本に50法人ある司法書士会のひとつである。

## 概要
日本に50法人ある司法書士会のひとつで後藤 力哉が会長を務めている。現在、511名の司法書士が所属している。

## 支部
- 札幌支部
- 岩見沢支部
- 室蘭支部
- 苫小牧支部
- 日高支部
- 小樽支部
- 倶知安支部

## 面談による無料法律相談
- 札幌司法書士会法律相談センター
- 小樽市民センター(マリンホール)
- 岩見沢市イベントホール赤れんが
- たきかわ文化センター
- 苫小牧市民会館
- 室蘭市中小企業センター

## 所在地
北海道札幌市中央区大通西13丁目　中菱ビル6階